# トレメイン・エドマンズ
- トレメイン・エドモンズ

フェザン・トレメイン・エドマンズ（Fe'Zahn Tremaine Edmunds, 1998年5月2日 - ）は、アメリカ合衆国バージニア州ダンビル出身のプロアメリカンフットボール選手。NFLのシカゴ・ベアーズに所属している。ポジションはラインバッカー。

## 経歴

### カレッジ
バージニア工科大学では3年目の2017年シーズンに108タックル、5.5サックを記録し、オールACCファーストチームに選出された。シーズン終了後、2018年のNFLドラフトにアーリーエントリーした。

### バッファロー・ビルズ
| 6 ft 4+1⁄2 in (194 cm)    | 253 lb (115 kg) | 34+1⁄2 in (88 cm) | 9+3⁄8 in (24 cm) | 4.54 s | 1.60 s | 2.65 s | 9 ft 9 in (2.97 m) | 19 回 |
| All values from NFL Draft |                 |                   |                  |        |        |        |                    |       |

ドラフト全体16位でバッファロー・ビルズから指名された。19歳と11ヶ月24日での指名は、2007年のアモビ・オコイエ（19歳と10ヶ月18日）に次ぐ、NFL史上2番目の若さだった。また、1歳上の兄テレル・エドマンズも全体28位でピッツバーグ・スティーラーズから指名された。兄弟が同じ年の1巡目で指名されたのはNFLドラフト史上初であった。2018年5月12日に4年総額1,265万ドルのルーキー契約を結んだ。

#### 2018年シーズン
第1週のボルチモア・レイブンズ戦でNFLデビューし、ジョー・フラッコからキャリア初となるサックを記録した。第14週のニューヨーク・ジェッツ戦ではサム・ダーノルドからキャリア初となるインターセプトを記録した。シーズン全体では121タックル、2サックを記録した。

#### 2019年シーズン
開幕前にチームのキャプテンに任命された。第10週のクリーブランド・ブラウンズ戦でベイカー・メイフィールドからシーズン初となるサックを記録した。プレーオフではワイルドカード・ラウンドのヒューストン・テキサンズ戦でチーム最多となる12タックルに加え、デショーン・ワトソンからサックを記録したが、試合には敗れた。シーズン終了後、怪我のため欠場したドンテ・ハイタワーの代理として自身初となるプロボウルに選出された。

#### 2020年シーズン
第1週のジェッツ戦で肩を痛めたが、痛みを押して試合に出続け、2年連続でプロボウルに選出された。プレーオフではAFCチャンピオンシップまで進出したが、カンザスシティ・チーフスに敗れた。

#### 2021年シーズン
開幕前にビルズから5年目の契約オプションを行使された。第4週のテキサンズ戦では6タックル、1つのインターセプトを記録し、AFCの週間最優秀守備選手に選出された。

#### 2022年シーズン
13試合に出場し、102タックル、7パスディフレクションを記録した。

### シカゴ・ベアーズ
2023年3月15日にシカゴ・ベアーズと4年総額7,200万ドルの契約を結んだ。

#### 2023年シーズン
第15週のブラウンズ戦でジョー・フラッコのパスをインターセプトし、キャリア初のタッチダウンとなるピックシックスを記録した。

#### 2024年シーズン
全17試合に出場し、110タックル、8パスディフレクションを記録した。

## 家族
父のフェレル・エドマンズ、2人の兄トレイ・エドマンズとテレル・エドマンズもNFL選手である。